# Walter Nigg
Walter Nigg (n. 6 ianuarie 1903, Luzern, cantonul Lucerna, Elveția – d. 17 martie 1988, Bülach⁠(d), cantonul Zürich, Elveția) a fost un teolog reformat elvețian.
Nigg a studiat filosofia și teologia evanghelică la universitățile din Göttingen, Leipzig și Zürich. A fost preot în Dänikon și profesor titular de istoria Bisericii în Zürich. El a analizat în cărțile proprii multe personaje cunoscute sau uitate ale istoriei creștine: sfinți, gânditori, artiști sau eretici. S-a preocupat în mod special cu o temă proprie creștinismului catolic aceea a sfinților și a contribuit prin aceasta la apropierea ecumenică a celor două mari confesiuni.
Biblioteca proprie a donat-o Institutului pentru Studii Ecumenice al Universității din Freiburg (Elveția).

## Opere
Aici sunt listate doar primele ediții ale operelor sale.
- Das religiöse Moment bei Pestalozzi, de Gruyter, Berlin/Leipzig 1927
- Franz Overbeck. Versuch einer Würdigung, Beck, München 1931
- Die Kirchengeschichtsschreibung. Grundzüge ihrer historischen Entwicklung (Diss. theol.), Beck, München 1934
- Geschichte des religiösen Liberalismus. Entstehung, Blütezeit, Ausklang, Niehans, Zürich 1937
- Kirchliche Reaktion. Dargestellt an Michael Baumgartens Lebensschicksal, Haupt, Berna 1939
- Martin Bubers Weg in unserer Zeit, Haupt, Bern 1940
- Hermann Kutters Vermächtnis, Haupt, Bern 1941
- Religiöse Denker. Kierkegaard, Dostojewskij, Nietzsche, Van Gogh, Haupt, Berna 1942
- Das ewige Reich. Geschichte einer Sehnsucht und einer Enttäuschung, Rentsch, Zürich 1944
- Für alle Tage. Ein christliches Lesebuch, Fretz & Wasmuth, Zürich 1944
- Große Heilige, Artemis, Zürich 1946
- Das Buch der Ketzer, Artemis, Zürich 1949
- Gebete der Christenheit, Agentur des Rauhen Hauses, Hamburg 1950
- Maler des Ewigen. Meditationen über religiöse Kunst. Grünewald – Michelangelo – El Greco – Rembrandt, Artemis, Zürich 1951
- Vom Geheimnis der Mönche, Artemis, Zürich 1953
- Des Pilgers Wiederkehr. Drei Variationen über ein Thema, Artemis, Zürich 1954
- Der christliche Narr, Artemis, Zürich 1956
- Prophetische Denker, Artemis, Zürich 1957
- Heimliche Weisheit. Mystisches Leben in der evangelischen Christenheit, Artemis, Zürich 1959
- Maler des Ewigen. Band II: Moderne Ikonen, Artemis, Zürich 1961
- Botschafter des Glaubens. Der Evangelisten Leben und Wort, Walter, Olten 1962
- Glanz der Legende. Eine Aufforderung, die Einfalt wieder zu lieben, Artemis, Zürich 1964
- Wallfahrt zur Dichtung. Annette von Droste-Hülshoff – Jeremias Gotthelf – Nikolai Gogol, Artemis, Zürich 1966
- Buch der Büßer. Neun Lebensbilder, Walter, Olten 1970
- Der verborgene Glanz oder Die paradoxe Lobpreisung, Walter, Olten 1971
- Drei große Zeichen. Elias – Hiob – Sophia, Walter, Olten 1972
- Was bleiben soll. Zehn biographische Meditationen, Walter, Olten 1973
- Vom beispielhaften Leben. Neun Leitbilder und Wegweisungen, Walter, Olten 1974
- Heilige im Alltag, Walter, Olten 1976
- Don Bosco. Ein zeitloser Heiliger, Don-Bosco, München 1977
- Heilige ohne Heiligenschein, Walter, Olten 1978
- Bleibt, ihr Engel, bleibt bei mir (mit Karl Gröning), Propyläen, Frankfurt pe Main 1978
- Große Unheilige, Walter, Olten 1980
- Heilige und Dichter, Walter, Olten 1982
- Mary Ward. Eine Frau gibt nicht auf, Don-Bosco, München 1983
- Felix und Regula. Aneignung einer Legende, Schweizer Verlagshaus, Zürich 1983
- Der Teufel und seine Knechte, Walter, Olten 1983
- Rebellen eigener Art. Eine Blumhardt-Deutung, Quell, Stuttgart 1988

## Legături externe
- de Walter Nigg în Catalogul Bibliotecii Naționale a Germaniei (Informații despre Walter Nigg • PICA • Căutare pe site-ul Apper)
- de Walter Nigg în Biografii din bibliografia lexiconului bisericesc (BBKL).
- Aus Liebe zu den Unvollkommenen Zum hundertsten Geburtstag von Walter Nigg
- Biograph von Heiligen und Ketzern Ökumene-Institut eröffnet Walter-Nigg-Bibliothek